# Sorgues
Sorgues – miejscowość i gmina we Francji, w regionie Prowansja-Alpy-Lazurowe Wybrzeże, w departamencie Vaucluse.
Według danych na rok 1990 gminę zamieszkiwało 17 236 osób, a gęstość zaludnienia wynosiła 516 osób/km² (wśród 963 gmin regionu Prowansja-Alpy-W. Lazurowe Sorgues plasuje się na 39. miejscu pod względem liczby ludności, natomiast pod względem powierzchni na miejscu 297.).

## Populacja

Populacja Sorgues w latach 1962–2008